# Futbol Club Barcelona 1981-1982

## Rosa
| N. |                      | Ruolo | Calciatore          |
| -- | -------------------- | ----- | ------------------- |
|    | Spagna (bandiera)    | P     | Pedro María Artola  |
|    | Spagna (bandiera)    | P     | Urruti              |
|    | Spagna (bandiera)    | P     | Amador Lorenzo      |
|    | Spagna (bandiera)    | D     | Antonio Olmo        |
|    | Spagna (bandiera)    | D     | José Ramón Alexanko |
|    | Spagna (bandiera)    | D     | Manolo              |
|    | Spagna (bandiera)    | D     | José Antonio Ramos  |
|    | Argentina (bandiera) | D     | Rafael Zuviría      |
|    | Spagna (bandiera)    | D     | Gerardo Miranda     |
|    | Spagna (bandiera)    | D     | José Moratalla      |
|    | Spagna (bandiera)    | D     | Migueli             |
|    | Spagna (bandiera)    | C     | Víctor              |

| N. |                           | Ruolo | Calciatore              |
| -- | ------------------------- | ----- | ----------------------- |
|    | Spagna (bandiera)         | C     | Tente Sánchez           |
|    | Spagna (bandiera)         | C     | Juan José Estella Salas |
|    | Germania Ovest (bandiera) | C     | Bernd Schuster          |
|    | Spagna (bandiera)         | C     | Francisco Martínez Díaz |
|    | Spagna (bandiera)         | C     | Jesús Landáburu         |
|    | Danimarca (bandiera)      | A     | Allan Simonsen          |
|    | Spagna (bandiera)         | A     | Quini                   |
|    | Spagna (bandiera)         | A     | Enrique Morán           |
|    | Spagna (bandiera)         | A     | Esteban Vigo            |
|    | Spagna (bandiera)         | A     | Francisco José Carrasco |
|    | Spagna (bandiera)         | A     | Andrés Ramírez Gandullo |

### Staff tecnico
- Allenatore:  Udo Lattek